# Physionotrace

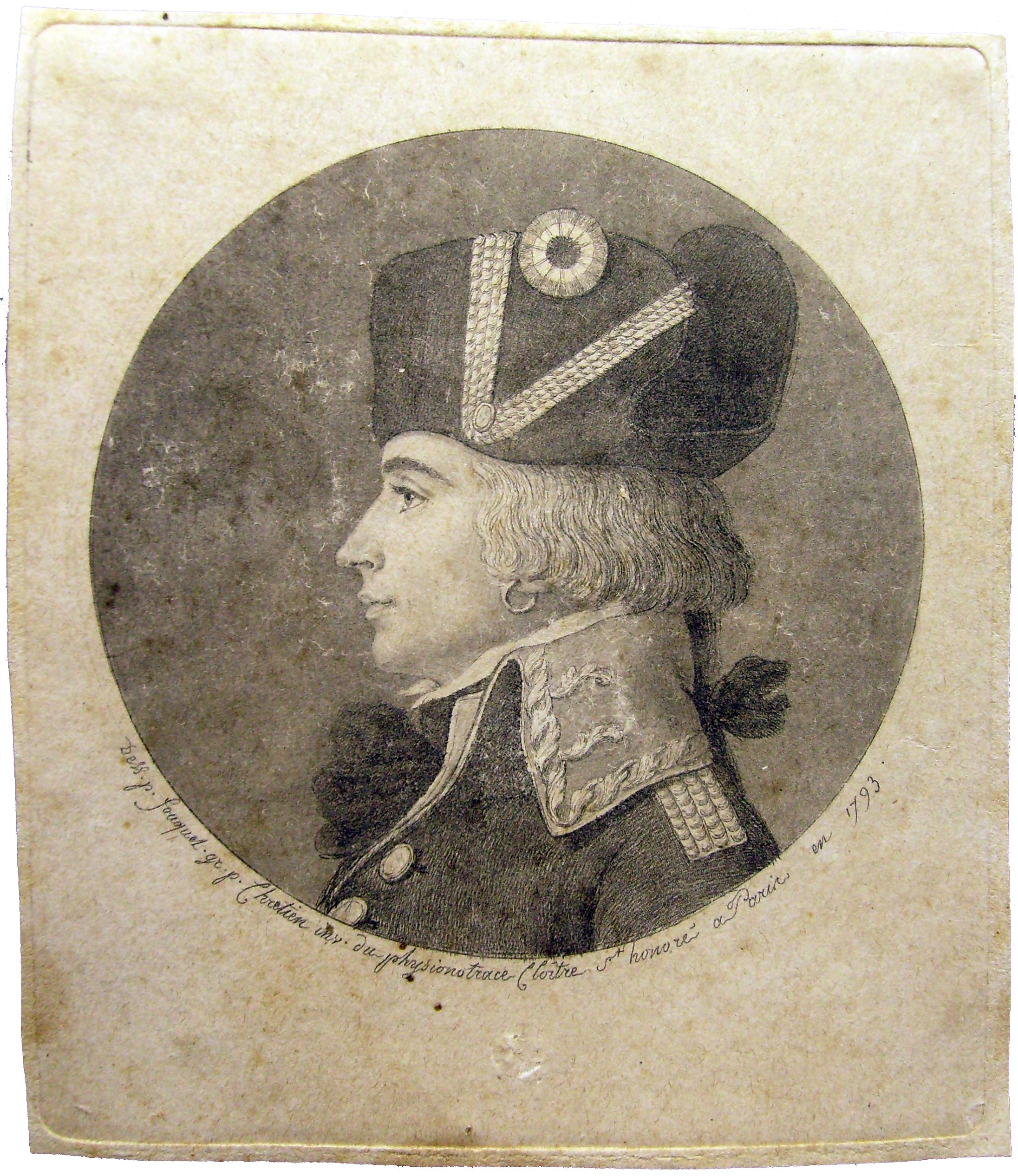
Physionotrace eines Offiziers, radiert von Gilles Louis Chretien, Paris 1793

Der Physionotrace (aus französisch physionomie „Physiognomie“ und tracé „Umriss“) ist ein von 1786 bis um 1830 vor allem in Paris gebrauchtes Gerät in der Art eines weiterentwickelten Silhouettierstuhls zur Rationalisierung der Herstellung von Profilporträts. Auch und vor allem eine mit diesem Gerät vorbereitete Radierung wird durchweg als Physionotrace bezeichnet. Die US-amerikanische Schreibweise ist „Physiognotrace“.

## Der Mechanismus

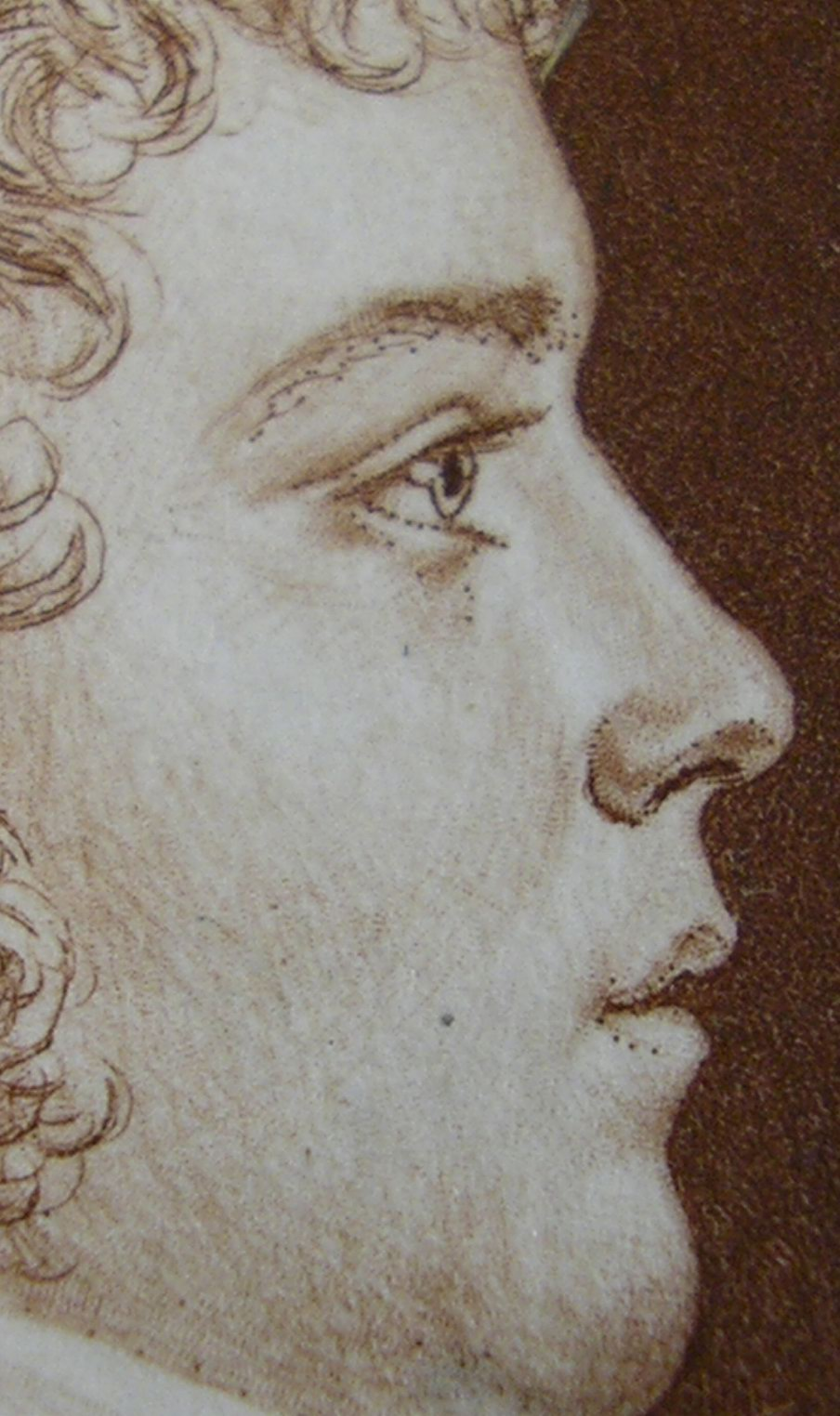
Das Detail einer Physionotrace-Radierung zeigt die punktierten Spuren der vom Pantografen geführten Radiernadel, die auf die Kupferplatte tippte.

Die abgebildete Zeichnung der Bibliothèque nationale de France ist die einzige Bildquelle für das etwa 1,70 m hohe, einem Silhouettierstuhl vergleichbare Gerät, an dessen Seite der zu porträtierende Platz nahm. Das bewegliche Element eines aus Parallelogrammen gebildeten Pantografengestänges (grün in der überlagerten Zeichnung) war bei (A) bzw. (B) mit einem langen, in den Raumhintergrund führenden Faden (nicht auf der Zeichnung zu sehen) verbunden, mit dem die Profilkontur des Sitzenden, die der Zeichner etwa bei B sehen konnte, nachgefahren wurde. Ein Schreibstift bei (C) übertrug gleichzeitig  diese Konturlinie auf ein darunter aufgespanntes Papier. Noch während der wenige Minuten dauernden Sitzung vervollständigte der Künstler aus freier Hand die Binnenzeichnung des Porträts, so dass zunächst eine lebensgroße Darstellung entstand, wie auf der Zeichnung zu sehen. Von diesem Blatt wurden später, mit Hilfe eines zweiten, verkleinernden Pantografen, die Grundzüge des Porträts in Form punktierter Linien auf eine Kupferplatte übertragen, die zuvor ätztechnisch präpariert war. Diese Druckplatte wurde in Radiertechnik, meist kombiniert mit Aquatinta, vervollständigt.

## Die Porträts
Typischerweise haben die runden (manchmal auch hochovalen, selten rechteckigen) Profildarstellungen einen Durchmesser von etwa 6 cm, die Druckplatten ein Maß von 7×6 bis 9×8 cm und sie wurden z. B. auf 15×12 cm große Papiere in einer Auflage von mindestens zwölf Exemplaren abgezogen. Bis zu 2000 Drucke waren jedoch möglich.
Auf den Drucken sind nicht nur die Signaturen des Herstellers angegeben, in ungewöhnlicher Weise wirbt in der unten umlaufenden Beschriftung die komplette Adresse für einen Besuch im Atelier (z. B. Dess[inée] et Gr[avée] par Bouchardy Suc[cessor] de Chretien,  inv.[enteur] du Physionotrace. Palais Royale No. 82 à Paris). Auch der Begriff Physionotrace wird wie ein Markenname auf jedem Exemplar herausgestellt. Über 6000 verschiedene Porträts in dieser Technik sollen zwischen 1786 und 1830 entstanden sein.

## Die Werkstätten
Gilles-Louis Chrétien (1754–1811) erfand 1786 in Versailles sowohl das Verfahren als auch den Begriff „Physionotrace“. Wenig später etablierte er sich in Paris und sicherte sich durch einige Porträts von berühmten Zeitgenossen (dem Dauphin, Anne Louise Germaine de Staël, Jean Paul Marat, Maximilien de Robespierre) eine Popularität, die auch zahlreiche ausländische Paris-Besucher in sein Atelier führte. Von 1788 bis August 1789 beschäftigte er Edme Quenedey (1756–1830) dessen Porträtzeichnungen er radierte. Seit Dezember 1789 zeichnete in seiner Werkstatt der Miniaturist Jean Fouquet, der in dieser Rolle von Jean Simon Fournier (tätig bis 1799?, spätestens bis 1805) abgelöst wurde.
Der genannte Radierer Edme Quenedey machte sich 1789 in Paris als Physionotracist selbstständig, arbeitete 1796 bis 1801 in Hamburg und dann wieder bis zu seinem Tod in Paris.
Von Pierre Gonord (1755–1799 nachweisbar) existieren einige wenige, undatierte, aber z. T. nach Den Haag lokalisierbare Porträts, die als „dessiné au Physionotrace“ bezeichnet sind. Die im Zusammenhang mit dieser Technik wiederholt in der Literatur erwähnten Miniaturen und Medaillons auf Holz und Elfenbein haben mit dem Physionotrace wohl nichts zu tun, sie stammen von seinem Sohn Francois Gonord.
Bouchardy père (1797–1849), ein Miniaturmaler, übernahm nach dem Tod Chrétiens dessen Werkstatt, ob auch Bouchardys Sohn Etienne an ihr teilhatte, ist unsicher.
Charles-Balthazar-Julien Févret de Saint-Mémin, wanderte 1793 nach Amerika aus, war in Kanada, Burlington und New York erfolgreich tätig und physionotracierte mehrere Präsidenten.
John Isaac Hawkins  erhielt 1802 ein amerikanisches Patent auf eine abgewandelte Physionotrace-Maschine und ging 1803 zurück nach London.

## Kulturhistorische Einordnung
Die Silhouette (Schattenrissporträt) und überhaupt die Vorliebe für das im Profil gesehene Bildnis war eine Modeerscheinung der Jahrzehnte um 1800. Sie hängt zusammen mit dem strengen, formalisierten Zeitstil des Klassizismus, dem zeitgenössischen Interesse an der Physiognomik und einem in den Jahren unmittelbar nach der Französischen Revolution sich rasch steigernden Bedürfnis des Bürgertums an preisgünstigen, reproduzierbaren Porträts. So war die Erfindung Chrétiens zeitgemäß, aber nicht grundsätzlich originell. Ihr gingen sowohl der schon länger verwendete Silhouettierstuhl voraus, der durch eine Abbildung in den Physiognomischen Fragmenten (2. Buch, 1776) von Johann Caspar Lavater allgemein bekannt geworden war, als auch verschiedene andere Versuche, den Schattenriss mit einer mechanischen Verkleinerung durch den Pantografen und dem Kupferstich für die Porträtherstellung zu verbinden.
Neuartig für die Produktion von Porträts sind neben der technischen Unterstützung aber vor allem der arbeitsteilige Ablauf der Bildproduktion und so sind die mit Hilfe des Physionotrace hergestellten kleinen runden Kupferstiche schon früh als Vorläufer der Fotografie bezeichnet worden. Sogar die Organisation des Geschäftsablaufes mutet äußerst modern an: Der Kunde Chrétiens erstand im vornehmen Ladenlokal am Palais Royal ein Ticket für den in einer Nebenstraßenwerkstatt vier Wochen später anberaumten Sitzungstermin, und weitere 14 Tage danach konnte er die Kupferstichplatte und 12 fertige Drucke abholen. 1829 entstanden die letzten datierten Pariser Physionotrace-Porträts. Das bedeutet, dass schon im Jahrzehnt vor der Erfindung der Fotografie (1839) der Physionotrace als Bildmedium keine nennenswerte Rolle mehr spielte.

### Künstlerische Bedeutung
Die künstlerische Qualität und die Anforderungen an die Fertigkeiten des Zeichners sind angesichts der routinierten Herstellungsweise eines Physionotrace-Porträts oft gering geschätzt worden. Demgegenüber ist festzuhalten, dass die mechanische Nachzeichnung des äußeren Profils theoretisch wohl Laienarbeit sein konnte, die Binnenzeichnung aber immer die Hand eines schnellen, sicheren und geübten Porträtisten erforderte. Nicht umsonst beschäftigte selbst Chretien fast ständig professionelle Miniaturisten für diese Tätigkeit. Die Umsetzung in den Kupferstich war dann eher schon eine handwerkliche, wenn auch anspruchsvolle Aufgabe.

## Ähnliche Geräte
- Die Camera lucida von 1806 ist eine rein optische Zeichenhilfe.
- Der Silhouettierstuhl von Ludwig Julius Friedrich Höpfner, um 1790.